# Ballée
Ballée est une ancienne commune française, située dans le département de la Mayenne en région Pays de la Loire, devenue le 1er janvier 2017 une commune déléguée au sein de la commune nouvelle de Val-du-Maine.
Elle est peuplée de 703 habitants.
La commune fait partie de la province historique du Maine, et se situe dans le Bas-Maine.

## Géographie
Ballée est située à 33 kilomètres au sud-est de Laval, à 15 kilomètres au nord-ouest de Sablé-sur-Sarthe et à 13 kilomètres à l'est de Grez-en-Bouère, son ancien chef-lieu de canton. 
La commune est environnée de pâturages. Elle est arrosée par l'Erve, qui la traverse du nord au sud en la partageant en deux parties d'égale étendue. Son altitude culmine à 88 mètres vers le logis de Linières.
| Chémeré-le-Roi        | Chémeré-le-Roi, Saulges                         | Saulges                                                                             |
| Préaux                | Ballée                                          | Saulges, Épineux-le-Seguin (comm. nouv. de Val-du-Maine)                            |
| Beaumont-Pied-de-Bœuf | Beaumont-Pied-de-Bœuf, Auvers-le-Hamon (Sarthe) | Auvers-le-Hamon (Sarthe), Épineux-le-Seguin (enclave) (comm. nouv. de Val-du-Maine) |

### Géologie
La commune repose sur le bassin houiller de Laval daté du Culm, du Viséen supérieur et du Namurien (daté entre -346 et -315 millions d'années).

## Toponymie
Le nom de la localité est attesté sous les formes Balai au XIe siècle et Ballaye en 1304. Il serait issu d'un anthroponyme latin tel que *Ballus ou peut-être d'un mot scandinave apporté par les Normands : bailes, enceinte fortifiée au sommet d'une colline.
Le gentilé est Balléen.

## Histoire

### Ancien Régime
L'église de Ballée est mentionnée, dès le XIe siècle, sous le nom de Capella de Balai. Au cours du dernier quart de ce siècle, elle appartenait à des laïques ; elle était desservie, au titre de simple chapelle par un prêtre, Hardouin, qui devint moine à l'abbaye de Marmoutier de Tours. 
La possession de l'église de Ballée par Hamelin d'Anthenaise peut expliquer la mouvance de ce fief dans la châtellenie de Bazougers. Les premiers seigneurs d'Anthenaise furent également seigneurs de Ballée, de Bouère et de Bazougers ; la suzeraineté de cette dernière châtellenie sur Ballée a pu être obtenue, soit à la suite d'un partage dans la famille, soit d'une inféodation au bénéfice d'un vassal. Le seigneur de Ballée — qui habitait le château de Linières — jouissait du droit de créer les officiers pour exercer sa juridiction ordinaire ; il était tenu de veiller à l'entretien des chemins. En 1474, il fut accusé, devant le juge du Maine, d'avoir converti à son usage certains subsides « qu'il levait pour la réparation des arches sur le grand chemin » et, en 1756, « de l'avoir endommagé en élévant l'écrille de son moulin ».
En 1434, les paroissiens payaient, leur « appâtis » aux Anglais de Sainte-Suzanne ; ils leur fournissaient douze pipes de vin de leur cru. D’octobre à décembre 1639, une épidémie sévit sur la région ; « on n'enregistra même plus les décès trop multipliés ».

### Révolution française
Le 24 mai 1790, la garde nationale de Ballée prêtait le serment civique sur l'autel de la Patrie érigé en cette circonstance dans une allée du château de Linières. Dès septembre 1790, elle osa offrir son adhésion formelle aux pères de la patrie. Après la bataille du Mans, la commune de Ballée fait fusiller six prisonniers vendéens En 1794, le maire et son épouse furent tués par les Chouans. À compter de cette date, on fortifia le bourg et on acheta deux canons « pesant chacun trente livres… » Le département qui voulut s'approprier ces armes dut y renoncer car « l'incorruptible commune de Ballée se déclara prête à se soulever pour les conserver ».
Ballée est considérée en 1795 comme une place-forte des démocrates.
Contrairement à la plupart des communes de l'arrondissement de Château-Gontier, Ballée ne faisait pas partie de l'Anjou, mais du Maine. La paroisse était néanmoins située dans le pays d'élection de La Flèche.
Des mines de charbon sont brièvement exploitées entre 1842 et 1852.

### Création de la commune de Val-du-Maine
Le 1er janvier 2017, Ballée intègre avec Épineux-le-Seguin la commune de Val-du-Maine, créée sous le régime juridique des communes nouvelles instauré par la loi no 2010-1563 du 16 décembre 2010 de réforme des collectivités territoriales. Les communes de Ballée et Épineux-le-Seguin deviennent des communes déléguées et Ballée est le chef-lieu de la commune nouvelle.

## Politique et administration

### Administration municipale
| Période      | Période      | Identité         | Étiquette | Qualité                                                       |
| ------------ | ------------ | ---------------- | --------- | ------------------------------------------------------------- |
| 1790         | 1791         | Pierre Choltière |           |                                                               |
| 1793         | ?            | Charles Haran    |           |                                                               |
| 11/1795      | ?            | Goupil           |           |                                                               |
| 01/1796      | ?            | Cholthière       |           |                                                               |
| 1798         | 1804         | Lebreton         |           |                                                               |
| 1821         | ?            | Nourry           |           |                                                               |
| 1835         | 1836         | Lebreton         |           |                                                               |
| 1840         | ?            | Leroux           |           |                                                               |
| 1850         | ?            | Delahaie         |           |                                                               |
| 1855         | 1873         | Troussard        |           |                                                               |
| 1873         | 1876         | Lebreton         |           |                                                               |
| 1876         | 1879         | Prodhomme        |           |                                                               |
| 1897         | ?            | Troussard        |           |                                                               |
|              |              |                  |           |                                                               |
| 1945         |              | Pierre Landelle  |           |                                                               |
| 1953         | juin 1967    | Guy Baffet       |           | Notaire, décédé en cours de mandat                            |
| juillet 1967 | 1989         | Paul Robert      |           | Minotier                                                      |
| 1989         | mars 2001    | André Fournier   |           | Agriculteur, président de caisse locale du Crédit agricole    |
| mars 2001    | mars 2014    | Louis Dubois     |           | Agriculteur retraité                                          |
| mars 2014    | avril 2014   | Marcelin Huet    |           | Militaire retraité, démissionnaire.                           |
| octobre 2014 | octobre 2016 | Emmanuel Mersch  |           | Fonctionnaire retraité de l'Union européenne, démissionnaire. |

Lors des élections municipales de 2014, seuls quatorze candidats se sont présentés, alors que le conseil municipal devait théoriquement compter quinze membres. Ces quatorze candidats ont tous été élus au premier tour. Mais parmi eux, deux ont démissionné peu après. Le 29 mars, c'est donc un conseil municipal de douze membres qui a élu Marcellin Huet comme maire. Le 25 avril suivant, le maire Marcelin Huet démissionne. Ensuite, tous les membres du conseil municipal démissionnent à tour de rôle. Par arrêté du 4 août 2014, le préfet nomme une délégation spéciale de trois membres (dont l'ancien maire Louis Dubois) pour gérer la commune, en attendant la tenue de nouvelles élections municipales. Ces nouvelles élections se déroulent le 19 octobre 2014, avec une liste de 15 candidats, tous élus au premier tour. Le 24 octobre 2014, le nouveau conseil municipal élit Emmanuel Mersch aux fonctions de maire . Emmanuel Mersch démissionne à son tour, ainsi que plusieurs adjoints et conseillers municipaux, en octobre 2016. Des élections municipales partielles auraient dû être organisées en décembre 2016 pour compléter le conseil municipal, mais furent annulées, faute de candidats. C'est donc avec un conseil municipal composé de 10 membres que la commune de Ballée a intégré la commune nouvelle de Val-du-Maine au 1er janvier 2017.  
| Période      | Période | Identité                  | Étiquette | Qualité |
| ------------ | ------- | ------------------------- | --------- | ------- |
| janvier 2017 |         | Martine Ricordeau-Maillet |           |         |

### Intercommunalité
La commune déléguée fait partie de la communauté de communes du Pays de Meslay-Grez.

## Population et société

### Démographie
L'évolution du nombre d'habitants est connue à travers les recensements de la population effectués dans la commune depuis 1793. À partir du 1er janvier 2009, les populations légales des communes sont publiées annuellement dans le cadre d'un recensement qui repose désormais sur une collecte d'information annuelle, concernant successivement tous les territoires communaux au cours d'une période de cinq ans. 
Pour les communes de moins de 10 000 habitants, une enquête de recensement portant sur toute la population est réalisée tous les cinq ans, les populations légales des années intermédiaires étant quant à elles estimées par interpolation ou extrapolation. Pour la commune, le premier recensement exhaustif entrant dans le cadre du nouveau dispositif a été réalisé en 2004,.
En 2021, la commune comptait 703 habitants, en évolution de +4,15 % par rapport à 2015 (Mayenne : +0,72 %, France hors Mayotte : +2,49 %).
La population de Ballée a compté jusqu'à 1 116 habitants en 1851, avant de connaître un déclin continu, comme beaucoup de communes rurales, pendant plus d'un siècle, pour cause d'exode rural. Ce déclin a pris fin dans les années 1970, et depuis une vingtaine d'années, la population de Ballée tend à remonter assez nettement, sous les effets conjugués du relatif dynamisme économique et de la natalité assez soutenue qui caractérisent le secteur. 
| 1793 | 1800 | 1806 | 1821 | 1831 | 1836 | 1841  | 1846  | 1851  |
| ---- | ---- | ---- | ---- | ---- | ---- | ----- | ----- | ----- |
| 763  | 695  | 811  | 828  | 838  | 917  | 1 016 | 1 105 | 1 116 |

| 1856  | 1861  | 1866  | 1872 | 1876 | 1881 | 1886 | 1891 | 1896 |
| ----- | ----- | ----- | ---- | ---- | ---- | ---- | ---- | ---- |
| 1 082 | 1 042 | 1 029 | 943  | 903  | 906  | 897  | 899  | 840  |

| 1901 | 1906 | 1911 | 1921 | 1926 | 1931 | 1936 | 1946 | 1954 |
| ---- | ---- | ---- | ---- | ---- | ---- | ---- | ---- | ---- |
| 805  | 761  | 741  | 728  | 698  | 651  | 624  | 666  | 627  |

| 1962 | 1968 | 1975 | 1982 | 1990 | 1999 | 2004 | 2009 | 2014 |
| ---- | ---- | ---- | ---- | ---- | ---- | ---- | ---- | ---- |
| 606  | 624  | 584  | 592  | 586  | 665  | 719  | 729  | 685  |

| 2018 | - | - | - | - | - | - | - | - |
| ---- | - | - | - | - | - | - | - | - |
| 687  | - | - | - | - | - | - | - | - |

### Sports
L'Alerte sportive de Ballée fait évoluer deux équipes de football en divisions de district.
Dans la salle de sport intercommunale est installé depuis 2010 un mur d'escalade de niveau départemental, structure animée par le club Esculape.

## Économie
Ballée est une commune rurale. Les agriculteurs y pratiquent la polyculture et l'élevage des bovins et des porcins. Cependant, la commune n'a pas qu'une vocation agricole. Elle connaît également une activité industrielle assez importante, puisque trois usines spécialisées dans la plasturgie y sont implantées, procurant un emploi à de nombreux habitants des alentours. Ballée a aussi une épicerie, un bar-tabac et une boulangerie.

## Culture locale et patrimoine

### Lieux et monuments
- L'église Saint-Sulpice. Ses stalles sont classées à titre d'objet aux Monuments historiques[27].
- Le château ou logis de Linières, du XVIIe siècle, inscrit au titre des Monuments historiques depuis le 9 décembre 1983[28].

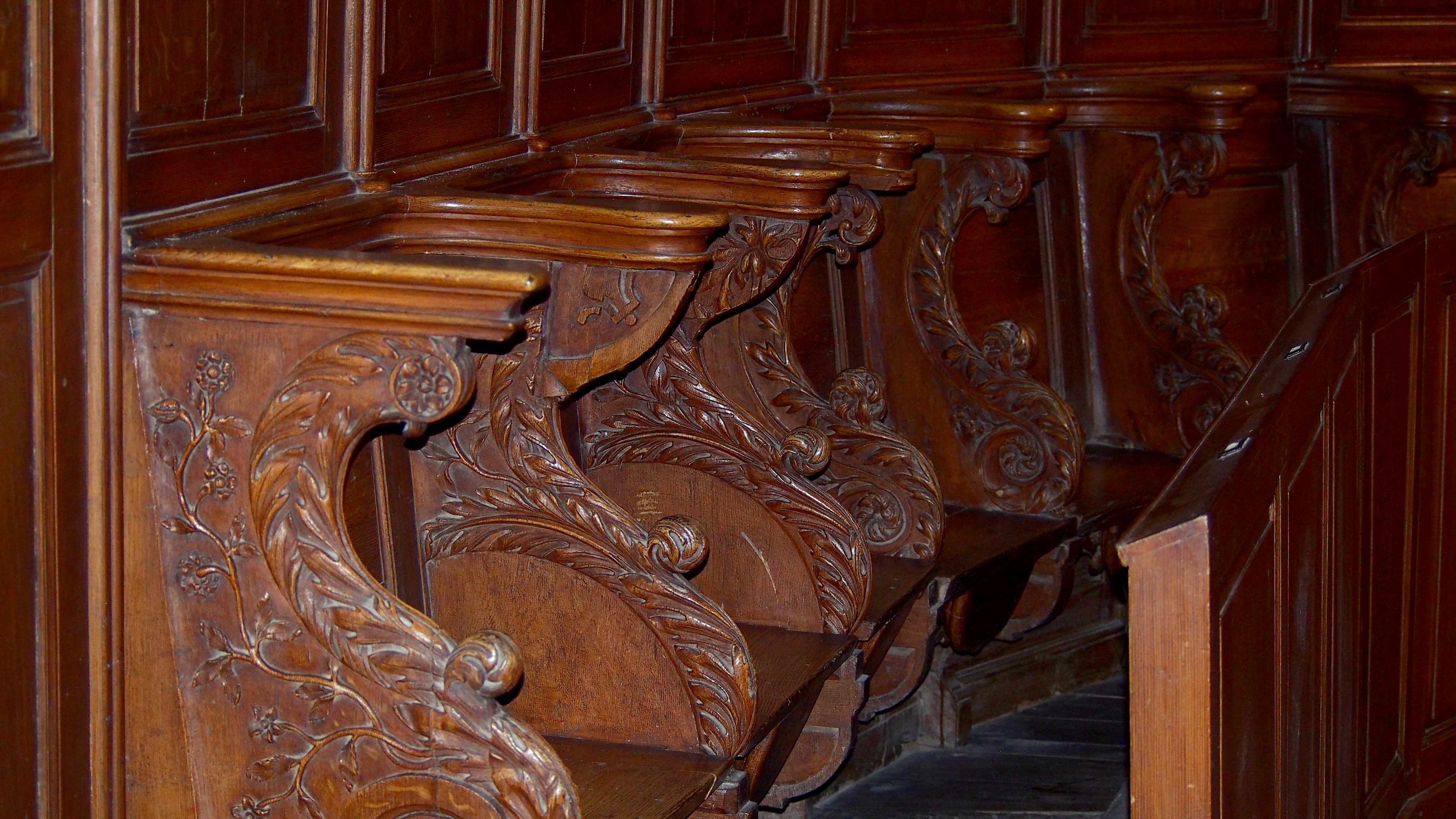
Les stalles de l'église Saint-Sulpice.
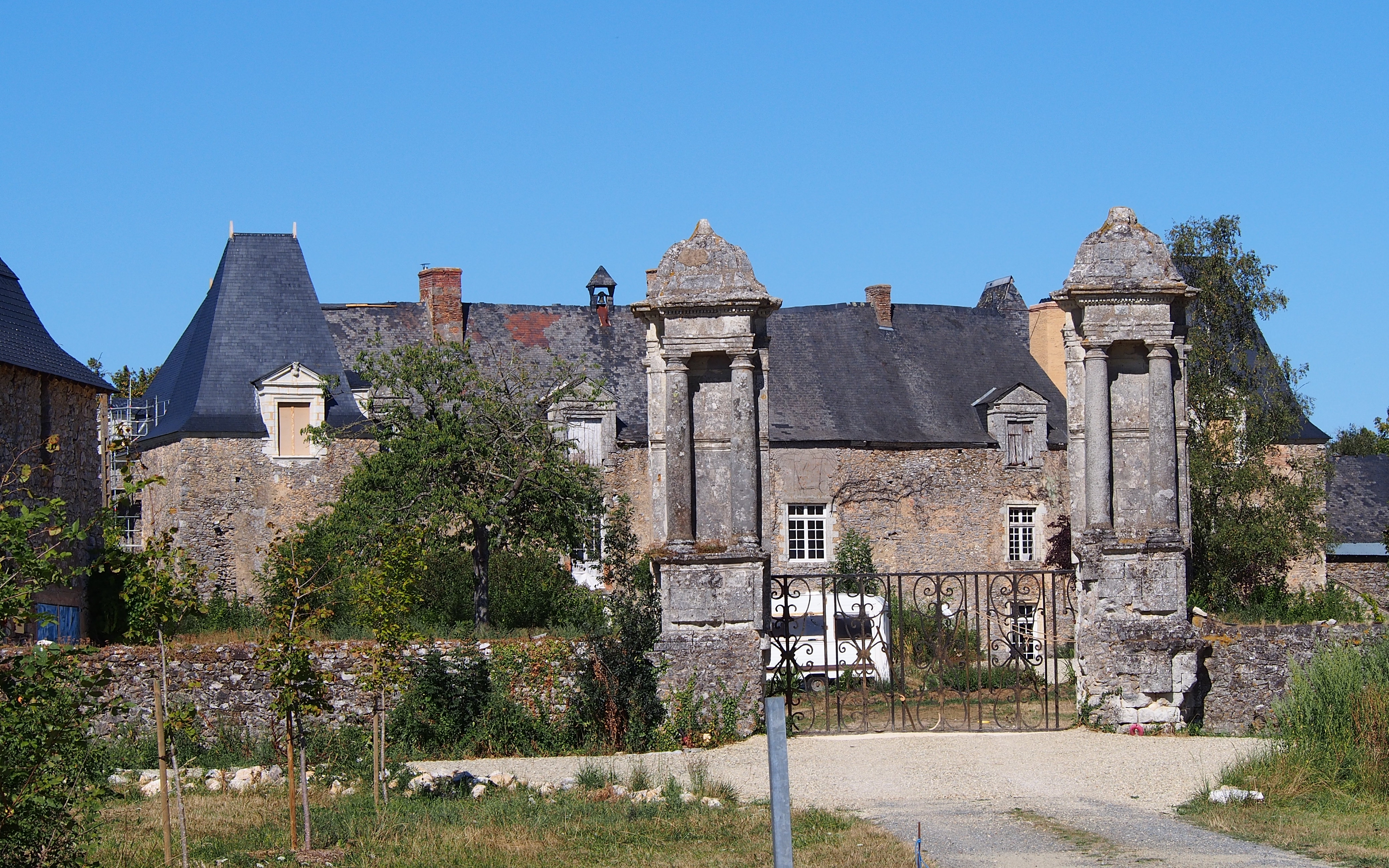
Le château de Linières.

### Personnalités liées à la commune
- Jean-Pierre Cotelle de La Blandinière (1709-1795), ecclésiastique et théologien, prieur de Ballée.
- Jacques Richard (1918-2010), homme politique français, y est né.